# Cheikha Rabia
Pour les articles homonymes, voir Rabia.
Cheikha Rabia (en arabe : الشيخة ربيعة), née en 1943 à Relizane en Algérie, est une chanteuse franco-algérienne de Raï ancien et Raï électronique.

## Biographie
Cheikha Rabia, née à Relizane en Algérie, est la fille d'un coiffeur (ancien combattant de la première guerre mondiale) et d'une couturière.
Elle commence à chanter à l'âge de 11 ans quand elle découvre le chant des femmes lors de célébrations et fêtes de mariages. Ces chanteuses, appelées « Medahates », interprétaient, devant des assemblées exclusivement féminines des mélodies sur fond de percussions. Elle souhaite ensuite apprendre d'autres répertoires, même celui des maîtres flûtistes ou « Cheikh », jusque-là interdit aux femmes. Ces « maîtres » célèbrent la poésie bédouine et improvisent sur l'actualité. Ces chants, agrémentés par l'harmonieuse musicalité de la flûte de bambou, la Gasba, symbolisent le croisement de ces deux profondes traditions, l'une masculine et l'autre féminine, qui donnera, plus tard, naissance au Raï.
« Le nom de Cheikha (maîtresse du chant) est donné à Cheikha Rabia à 18 ans. Une nouvelle musique populaire est née de la rencontre entre le chant et les percussions des meddehates, et celui des flûtes des « cheikh »  d'où le nom de Cheikha (« maîtresse chanteuse ») comme l'explique la journaliste Éliane Azoulay.
Dès les années 1960, Cheikha Rabia chante dans les cabarets d'Alger où elle rencontre un franc succès face à un public exclusivement masculin. Dans les années 1970, le « Pop Raï » se diffuse : on lui suggère de se faire accompagner par un violon, un accordéon et un orgue plutôt que par les flûtes traditionnelles.
En 1977, la chanteuse trentenaire émigre vers la France avec son mari et ses huit enfants et démarre une nouvelle carrière. Elle quitte la capitale algérienne pour Paris où elle acquiert et tient un bistrot, rue des Pyrénées, tout en continuant à se produire dans les petits cabarets communautaires de la capitale (de Stalingrad à la Goutte d'or). Après son divorce, une période difficile s'annonce, elle doit se consacrer à l'éducation de ses enfants et elle n'a pas d'autre choix que d'arrêter le chant. Cinq ans plus tard, ces enfants ayant grandi, elle vend son café et recommence à chanter le week-end.
Après plusieurs succès discographiques en Algérie, elle sort son premier album studio Ana Hak en 1999 en France chez Virgin. Sa voix rauque et sensible séduit tous les publics : Cheikha Rabia cumule les dates de concerts, alternant les passages dans les festivals de renoms comme dans les centres culturels de banlieue, les bistrots ou les salles prestigieuses.
En 2001, sort le documentaire Raï de Gasba, portrait de Cheikha Rabia de Bernard Roelandt et Stéphane Ballouhey.
En 2006, Cheilkha Rabia rencontre la productrice musicienne  Dinah Douieb avec qui  elle enregistre l'album Liberti. Elle découvre que son style musical intéresse les nouvelles générations de musiciens séduits par le blues de la musique Raï, comme pour la grande Cheikha Remitti.
En 2012, à l'âge de soixante huit ans, Cheikha Rabia confie à Dinah Douieb la réalisation musicale de nouveaux titres pour l'enregistrement d'un nouvel album. Le groupe comprend  en 2012 la participation du guitariste Yan Péchin de la musicienne  Dinah Douieb et du Bassiste Nicolas Baby du groupe FFF. Cheikha Rabia chante l’amour... Rabia signifie "rage" en espagnol, "printemps" en arabe et symbolise cette quête perpétuelle d'exploration musicale, d'inspirations Raï, Blues, Rock, Drum and Bass, Electro... "Viscéralement rivée aux sentiments obscurs du désir" comme l'indiquait Véronique Mortaigne, elle chante la solitude, la nostalgie de la séparation, la coupe de l’oubli, les larmes de l’amour, l’évasion de la nuit… Cheikha Rabia est la dernière chanteuse avec résonance androgyne et aussi puissante, d’une tonalité exceptionnellement grave. Cœur et corps chavirés, on est pris dans la danse et dans la transe...

## Discographie sélective
- 1999 : Ana Hak
- 2007 : Liberti

## Styles
- Raï
- Musique algérienne